# Apocalipsis 10
Apocalipsis 10 es el décimo capítulo del Libro del Apocalipsis o Apocalipsis de Juan en el Nuevo Testamento de la  Biblia cristiana.  El libro se atribuye tradicionalmente a Juan el Apóstol, pero la identidad exacta del autor sigue siendo un punto de debate académico. Este capítulo y la primera parte del capítulo siguiente relatan dos episodios que intervienen entre el toque de la sexta y la séptima trompetas.

## Texto
El texto original fue escrito en griego koiné. Este capítulo está dividido en 11 Versículos.

### Testigos textuales
Algunos manuscritos antiguos que contienen el texto de este capítulo son, entre otros:.
- Papiro 115 (ca. 275 d. C.; existen los Versículos 1-4, 8-11)
- Papiro 47 (siglo III; completo)
- Papiro 85 (siglo IV; existen los versículos 1-2, 5-9)
- Códice Sinaítico (330-360)
- Codex Alexandrinus (400-440)
- Codex Ephraemi Rescriptus (ca. 450; existen los versículos 1-9)